# ابراهیم کفعمی
ابراهیم بن علی حارثی کفعمی با لقب تقی‌الدین (۱۴۳۶–۱۵۰۰م) ادیب، شاعر و نثرنویس لبنانی در سدهٔ نهم هجری/پانزدهم میلادی بود. ابتدا نزد پدرش درس خواند، مدتی در کربلا زیست و دانش‌آموختهٔ برخی رشته‌های فقهی شد. ۴۹ کتاب و رساله نگاشت که برخی از آن‌ها، مختصرنویسی آثار پیشینیان است. الجنة الواقیة (با عنوان مصباح کفعمی شهرت یافته است)، حیاة الأرواح و مشکاه المصباح، نهایة الأرب فی أمثال العرب، مجموع الغرائب و موضوع الرغائب و تاریخ وفیات العلما از آثار اوست. اثر دیگر مشهور کفعمی در ادبیات دعایی شیعه «بلدالامین» نام دارد که در سال ۸۶۸ نگاشته است. او در آثار خود به شکل عمده‌ای بر نقل‌های سید بن طاووس متکی است.